# Бромойль

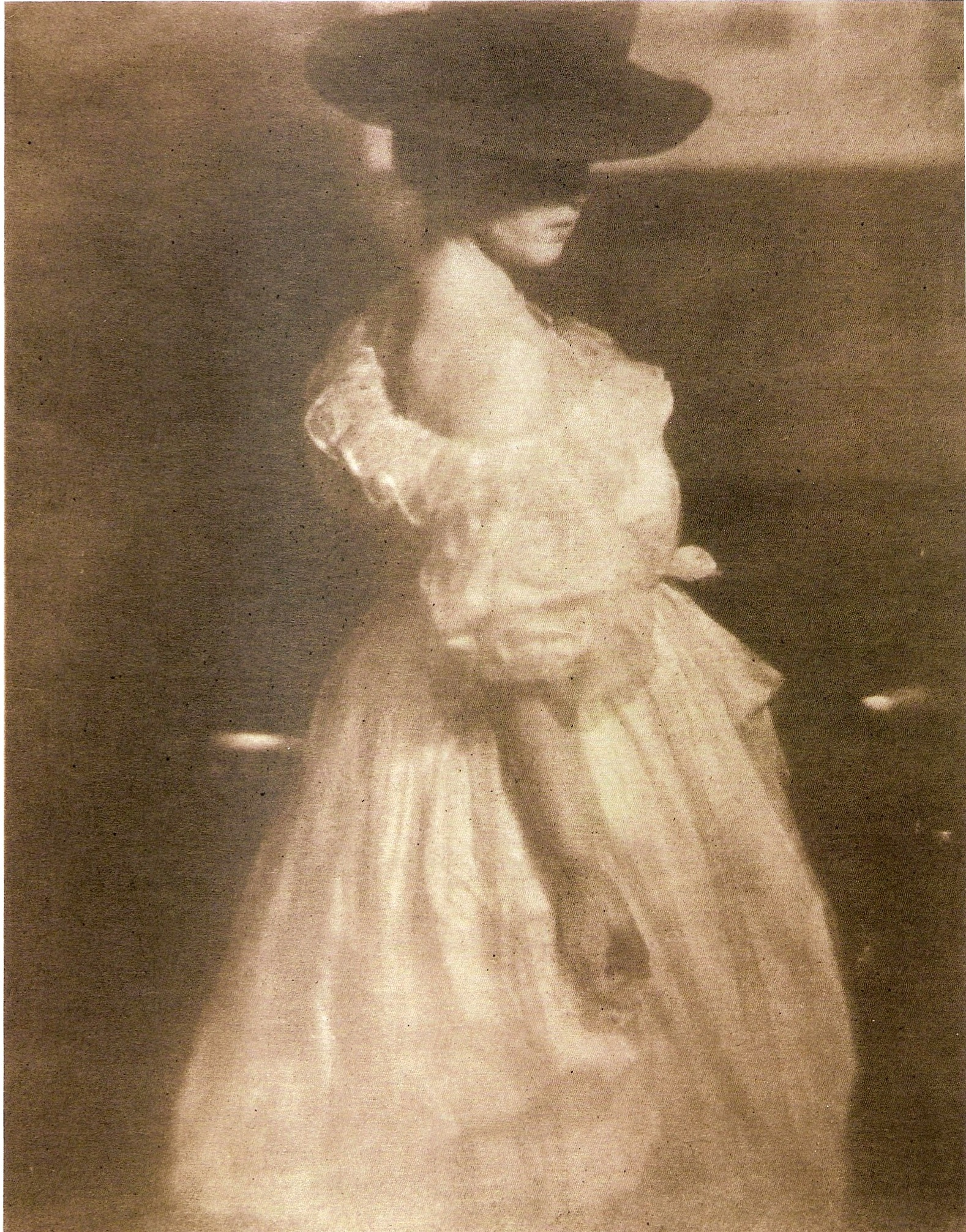
Отпечаток тушью, выполненный с клише, изготовленного в технике «бромойль». Хайнрих Кюн, 1908 год

Бромо́йль (буквально англ. Brom Oil, бромомасляный процесс) — позитивный фотографический процесс, основанный на неравномерном удержании краски хромированной желатиной, в зависимости от количества содержащегося в ней металлического серебра. Процесс может рассматриваться, как дополнительная обработка фотоотпечатков на желатиносеребряной фотобумаге, которая заключается в отбеливании проявленного изображения с одновременным дублением желатины двухромовокислыми солями и последующим пропитыванием фотоэмульсии масляной краской. 
Полученный отпечаток может использоваться в виде конечного позитива, или в качестве клише для тиражирования снимка переносом краски на другую бумагу. Последнее было предложено в 1912 году Робером Демаши, получившим таким образом возможность использования для отпечатков качественных сортов бумаги, предназначенных для гравюры.

## Описание технологии
Бромойль был изобретён в 1904 году Дж. Роулинзом (англ. G.E.H Rawlins) и широко применялся в первой половине XX века в так называемой «пикториальной» фотографии. Для него характерно мягкое обобщённое изображение, похожее на живопись. Бромойль был разработан на основе другого процесса под названием масляная печать. В отличие от последней, требующей негатива того же формата, что и будущий отпечаток, бромойль допускает не только контактную, но и проекционную печать.
Для получения снимка, выполненного в технике бромойль, используется чёрно-белый снимок, отпечатанный на желатиносеребряной фотобумаге с бромосеребряной эмульсией. Важным условием является использование при его изготовлении проявителя, не дубящего желатину. Проявленный снимок обрабатывается в дубящем отбеливателе, переводящем восстановленное при проявлении металлическое серебро обратно в галогенид, а из него в растворимую соль. Максимальное дубление происходит в наиболее тёмных местах отпечатка за счёт взаимодействия с металлическим серебром. Последующая промывка в тёплой воде приводит к набуханию желатинового слоя, приобретающего способность к удержанию масляной краски в зависимости от степени дубления. На промытый таким образом снимок мягкой кистью наносится краска, прилипающая в наиболее задубленных тенях, в которых до отбеливания содержалось максимальное количество металлического серебра. На участках, имевших небольшие оптические плотности, краска удерживается слабее, образуя света́. В результате на отпечатке образуется полутоновое изображение, состоящее из наложенной краски. Для бромойля чаще всего используют жирную литографскую краску, разведённую олифой.

## Требования к материалам для Бромойля
Фотобумага, предназначенная для получения исходного отпечатка должна удовлетворять ряду специфических требований:
1. не иметь дубящих веществ в эмульсионном слое;
2. иметь плотную подложку, на которой прочно держится фотоэмульсия;
3. иметь богатую серебром эмульсию и достаточно толстый слой желатины.

Этим требованиям не удовлетворяют наиболее массовые сорта современных фотобумаг на полиэтиленированной основе с маркировкой «RC». Пригодны только традиционные «баритовые» бумаги типа «FB» на обычной подложке, ассортимент которых сегодня ограничен. Такие сорта встречаются в ассортименте наиболее известных производителей фотобумаг, а также российского объединения «Славич», выпускающего пригодные для техники бромойль «Унибром» и «Бромпортрет».
Фирма Foma выпускает специальные фотобумаги, предназначенные для использования в бромойле и других альтернативных процессах. К ним относятся снятая с производства в 2016 году эмульсия «Fomabrom Variant IV 123» и введённая вместо неё в начале 2017 года «Fomabrom Variant IV 123 BO».
Для проявки изображения, предназначенного для Бромойля, не подходят стандартные метол-гидрохиноновые и фенидон-гидрохиноновые проявители, так как они задубливают желатину в процессе проявления. Рекомендуется использовать амидоловые проявители.
Фиксирование отпечатка следует производить в чистом растворе тиосульфата без добавления подкисляющих веществ.

## Растворы и обработка
| Раствор А                         | Раствор А | Раствор Б      | Раствор Б |
| Хлорид меди (II)                  | 36.6 г    | Бихромат калия | 12.5 г    |
| Хлорид натрия                     | 26.5 г    | Бихромат калия | 12.5 г    |
| Соляная кислота концентрированная | 0.6 мл    | Вода           | до 1л     |
| Вода                              | до 1л     | Вода           | до 1л     |

Одну часть раствора А смешивают с одной частью раствора Б и двумя частями воды. В полученном растворе отбеливают позитив до слабо-коричневого цвета изображения (до 5 минут), промывают (15-20 минут), фиксируют в недубящем фиксаже и окончательно промывают.
Масляную или типографскую краску наносят на влажный позитив, вручную регулируя достижение нужной тональности.

## Получение цветных отпечатков
В 1930-х годах на основе бромойля была разработана технология цветной фотопечати, близкая к пигментному процессу «карбро». Для изготовления цветного снимка использовались цветоделённые чёрно-белые негативы, снятые на панхроматические фотопластинки при помощи специального фотоаппарата с оптическим цветоделением. Съёмка велась через светофильтры основных цветов. С каждого из негативов печатался бумажный позитив, который затем обрабатывался по технологии бромойль. Краски дополнительных цветов, нанесённые на полученные таким способом матрицы, переносились на общий лист бумаги, давая полноцветный отпечаток. По сравнению с разработанной почти одновременно гидротипной печатью, бромомасляный процесс давал слишком грубые полутона, и не нашёл широкого применения.